# Inovação tecnológica
Inovação tecnológica é um termo aplicável a inovações de processos e de produtos. De modo geral, é toda novidade implantada pelo setor produtivo, por meio de pesquisa ou investimentos, o que aumenta a eficiência do processo produtivo ou que implica um novo, ou aprimorado produto, de acordo com o Manual de Oslo, elaborado pela Organização para Cooperação e Desenvolvimento Econômico (OCDE)[carece de fontes?].

## Tipos

### 1. Inovação Tecnológica de Produto
(Fonte: https://web.archive.org/web/20130601222946/http://mc.gov.br/acoes-e-programas/inovacao-tecnologica)
Inovação de Produtos tecnologicamente novos, são produtos as características tecnológicas ou usos pretendidos diferem daqueles dos produtos produzidos anteriormente. Tais inovações podem envolver tecnologias radicalmente novas e podem basear-se na combinação de tecnologias existentes em novos usos, ou podem ser derivadas do uso de novo conhecimento.
Inovação de Produtos tecnologicamente aprimorados, são produtos existentes cujos desempenhos tenham sido significativamente aprimorados ou elevados. Um produto simples pode ser aprimorado (em termos de melhor desempenho ou menor custo) através de componentes ou materiais de desempenho melhor, ou um produto complexo que consista em vários subsistemas técnicos integrados pode ser aprimorado através de modificações parciais em um dos subsistemas.

### 2. Inovação Tecnológica de Processo
(Fonte: https://web.archive.org/web/20130601222946/http://mc.gov.br/acoes-e-programas/inovacao-tecnologica)
Inovação tecnológica de processo é a adoção de métodos de produção novos ou significativamente melhorados, incluindo métodos de entrega dos produtos. Tais métodos podem envolver mudanças no equipamento ou na organização da produção ou uma combinação dessas mudanças, e podem derivar do uso de novo conhecimento. Os métodos podem ter por objetivo produzir ou entregar produtos tecnologicamente novos ou aprimorados, que não possam ser produzidos ou entregues com os métodos convencionais de produção, ou pretender aumentar a produção ou eficiência na entrega de produtos existentes.

## Teorias da Inovação
Em sua obra A extinção dos Tecnossauros, Nicola Nosengo oferece uma visita guiada com o intuito de aproveitar os fracassos, que são momentos de crise de um sistema, para evidenciar os lugares-comuns nos quais se baseia nossa percepção da inovação tecnológica configurando a tecnologia como um fator natural que deve ser explicado por uma ciência humana. A técnica de inovação só é levada a sério pelos humanistas e explorada pelas ciências sociais quando ocorre o surgimento dos meios eletrônicos e sistemas relacionados à informática. Várias metáforas foram exploradas pelos estudiosos para tentar pensar o processo da tecnologia, após ignorá-la como ciência durante dois mil anos.

### Metáfora da Caixa-Preta
Enquanto economistas como Lionel Robbins excluíam a técnica da mudança tecnológica de seus campos, o teórico Joseph Schumpeter estudou os processos tecnológicos distinguindo invenção (atividade do cientista, técnico ou inventor) e inovação (atividade do empreendedor que mercantiliza a invenção). Apesar dessa distinção ter sido o destaque de sua análise na época, é observado que ela limitou o conhecimento de onde surgem as novas tecnologias e como prevalecem no tempo.
Segundo Schumpeter, "a inovação é possível sem o que chamamos invenção, e a invenção não necessariamente comporta uma inovação [...] entre o processo social que dá lugar às invenções e aquele que dá lugar às inovações não existe uma relação recíproca." Nosengo afirma que a inovação é o motor principal da invenção, pois ela é externa ao sistema econômico. Ele também define progresso econômico como a incorporação de recursos produtivos em novos usos, retirando-os de seu uso original. Schumpeter também criou a definição de "destruição criadora", onde um produto inovador destrói um equilíbrio para originar um novo e superior no sentido tecnológico, desestabilizando o sistema capitalista e, ao mesmo tempo, assegurando a ordem.
No período pós-guerra, teóricos dividiram-se em dois ideais:
- Technological Push (Impulso Tecnológico): Posicionam o avanço do conhecimento científico como base para inovação e excluem a possibilidade da demanda do público oferecer alguma influência sobre o desenvolvimento tecnológico.
- Market Pull (Impulso do mercado): Defendem que as empresas buscam satisfazer a demanda do mercado oferecendo uma resposta para seus problemas.

Ambas as concepções se devem a Nathan Rosenberg, autor de Dentro da caixa-preta, de 1991. O autor cita em sua obra o exemplo da ciência metalúrgica, quando a tecnologia definitivamente impulsionou a ciência. O conceito de demanda é insustentável, porém também não se pode afirmar que o desenvolvimento da ciência interfere diretamente no desenvolvimento de tecnologias. Técnica e mercado evoluem simultaneamente.

### Metáfora dos Tecidos, redes e costuras
Possui raízes no campo da sociologia e história, tendo uma atitude mais controvertida que a economia em relação à técnica. Sociólogos do século XX adotaram visões simplistas e realizaram pesquisas em sua maioria a respeito dos "efeitos" que a tecnologia produz sobre a sociedade e vice-versa. Os pensadores se interessaram por muito tempo apenas no estudo da difusão das tecnologias, sem propor o entendimento de como e por que elas surgiram. Porém, há uma distinção temporal entre invenção e difusão: A maioria dos objetos técnicos se modificam a partir de sua difusão e de que forma é realizada. Já a História relatou muitas vezes a tecnologia apenas como contribuição dos inventores, sem compreender sua complexidade e seus atributos.
Participantes da Associação Europeia para o Estudo da Ciência e da Tecnologia, em 1982, propuseram uma visão de "construção social" da tecnologia, eliminando a teoria do inventor e posicionando as interações sociais como principal fonte de formação de um objeto técnico. Essa teoria ocasionou o surgimento de contribuições complementares à sua tese, como a coletânea de ensaios The social construction of technological systems, em 1989, que reúne manifestos de um novo gênero de estudo sobre a tecnologia, o SCOT (Social Construction of Technology). A abordagem da técnica era sintetizada em três pontos fundamentais:
- Recusa da figura do inventor individual como conceito central.
- Recusa do determinismo tecnológico (concepção de tecnologia como agente modificador da sociedade)
- Recusa da distinção entre aspectos técnicos, sociais, políticos e econômicos do desenvolvimento tecnológico.

A metáfora do "tecido sem costura" explica a união dessas dimensões da atividade humana.
O modelo de desenvolvimento tecnológico proposto por Trevor Pinch e Wiebe Bijker se dá através da relação: 'grupo social relevante' > apresentação de um 'problema' > proposta de 'solução'. Não é necessário resolver efetivamente os problemas, e sim chegar a um encerramento retórico, no qual os grupos relevantes vêem o problema como resolvido.
Michel Callon e Bruno Latour fundam a teoria da tecnociência baseada na metáfora da rede, na qual a tecnologia conecta aspectos sociais e técnicos, sem a possibilidade de os distinguir ou hierarquizar inteiramente.

### Correio pneumático e carro elétrico
O caso do correio pneumático, que desapareceu das grandes cidades onde existiu por muitas décadas, mostra que “grandes sistemas podem ser considerados verdadeiramente concretizados apenas quando atingem um ponto provisório de não retorno.” O caso da recorrentemente frustrada espera pelo carro elétrico ilustra que não se entra duas vezes no mesmo rio da tecnologia, pois “aquele carro elétrico permaneceu uma promessa não cumprida”. 

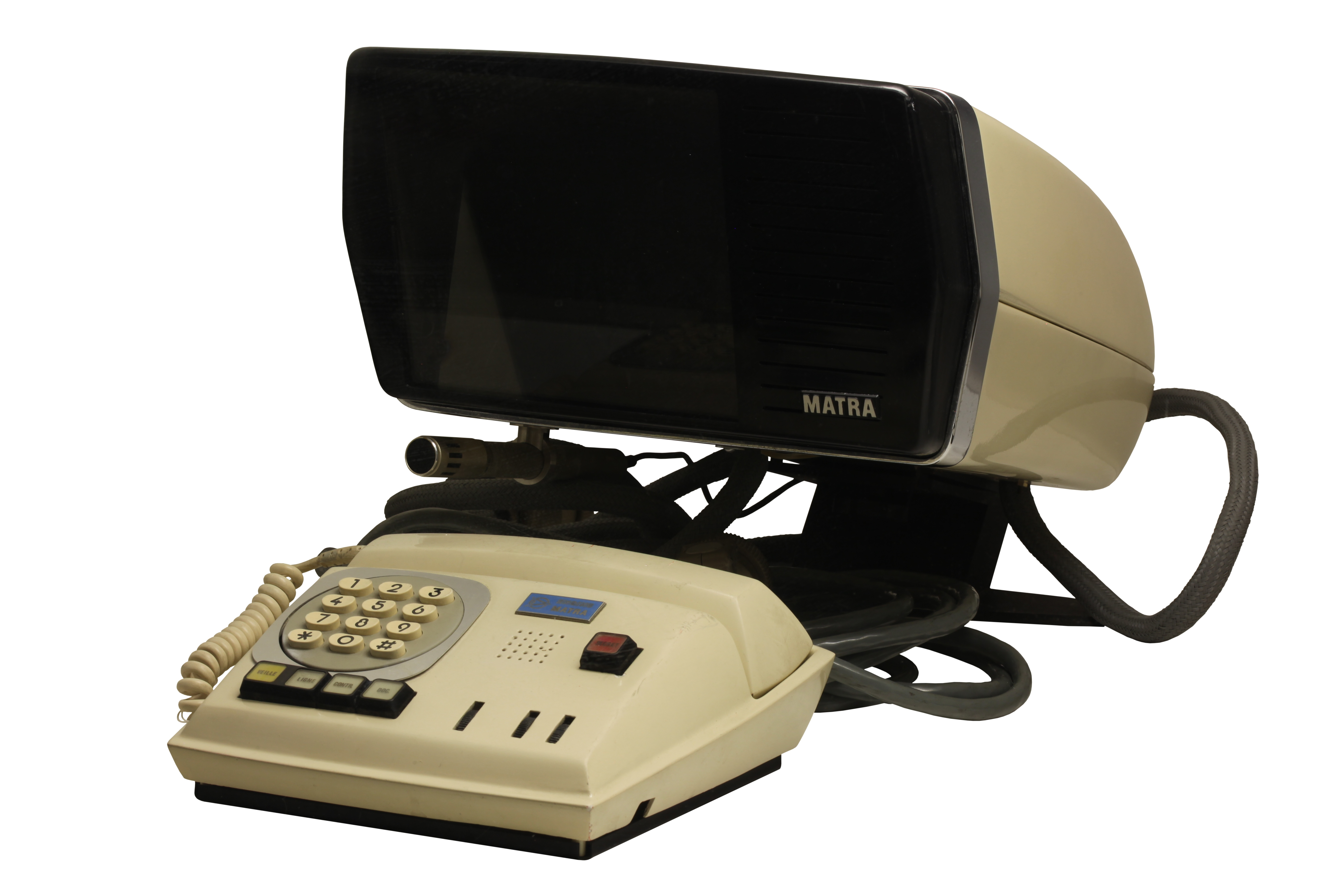
Videophone IMG 1107-white

O fracasso do videofone ressalta que “a ausência de imagem é uma qualidade e não uma limitação do telefone.” A inexistência do carro voador é vista como evidência de que “os grandes sistemas técnicos precisam de um complexo aparato legislativo e logístico para funcionar, e é esse fator, só em parte influenciável pelo progresso técnico, o decisivo”.
As batalhas entre o CD e o velho vinil, o long playing, ilustram que “nenhuma indústria, por mais unida e bem organizada que seja, pode impor uma inovação.” O caso da longevidade da fita cassete ilustra uma “espécie de hierarquia informal, pois ela se aproxima, mais do que o disco, de uma tecnologia de rede, no sentido de que sua utilidade depende em maior medida da sua difusão, de sua "troca" no interior de uma trama de relações sociais.”
A televisão, o empreendimento econômico do Japão no pós-guerra, as características da escrita em uso no extremo Oriente, a evolução do mercado telefônico no Ocidente, o aparecimento de instituições transnacionais para a padronização de aparelhos eletrônicos configuraram a “primavera tardia do fax.”
Um exame do estabelecimento de padrões mostra como as regras do jogo da concorrência podem se modificar e como a afirmação de um padrão pode “ser determinada mais pelas expectativas sobre o futuro do que pelas considerações sobre o presente.”

### Metáforas para uma teoria da inovação
As limitações e mesmo as controvérsias relatadas no livro podem ser melhor percebidas quando se chega ao último capítulo. O autor desenvolve ali uma breve apresentação de “metáforas para uma teoria da inovação”, após o desfile no qual seu faro de perdigueiro soube identificar e apontar a heterogeneidade do mundo em que se configuram “redes sem costura”.
Talvez o uso mais intenso e explícito destas mesmas metáforas durante a descrição dos casos tornasse despertasse mais atenção ao revelar um anseio por uma “verdadeira essência da tecnologia”, o que leva Nicola Nosengo a concluir o livro singularizando o que considera “provavelmente o mais ambicioso esforço realizado até agora para modelar e compreender o processo de inovação”, mas um esforço que parece trazer em seu bojo, tal qual um cavalo de Troia, marcações e separações pretensamente universais que o restante do livro tanto ajuda a afastar.

## A Inovação Tecnológica na Indústria Brasileira
Através da chamada Lei de Inovação Tecnológica, o governo brasileiro pretende estimular a criação de ambientes especializados e cooperativos de inovação entre empresas e instituições científicas e tecnológicas. A Lei, de 2 de dezembro de 2004, se organiza em torno de três vertentes:
- Constituição de ambiente propicio às parcerias estratégicas entre as universidades, institutos tecnológicos e empresas.
- Estimulo à participação de instituições de ciência e tecnologia no processo de inovação.
- Incentivo à inovação na empresa.[6]

Em 2013, os líderes da Mobilização Empresarial pela Inovação (MEI) ligados à indústria, junto ao Governo Federal, criaram a Empresa Brasileira de Pesquisa e Inovação Industrial (EMBRAPII) para estimular as empresas brasileiras. São 28 instituições tecnológicas credenciadas, com 23 Unidades EMBRAPII e cinco Polos de Inovação em diversas áreas de competência. Pelo modelo de negócios compartilhado, a atuação se dá na execução de projetos de inovação industrial, em parceria com empresas nacionais e estrangeiras. 
Em maio de 2016, durante o 6º Congresso Brasileiro de Inovação da Indústria, promovido pela Confederação Nacional da Indústria (CNI) e pelo Serviço Brasileiro de Apoio às Micro e Pequenas Empresas (Sebrae), em São Paulo, representantes da MEI entregaram ao Ministério da Ciência, Tecnologia e Inovação um manifesto em que defenderam a necessidade de políticas voltadas para a inovação na indústria e criticaram o atraso das pautas econômicas.

## Apoio à pesquisa, desenvolvimento e inovação tecnológica
O Fundo para o Desenvolvimento Tecnológico das Telecomunicações tem como objetivos estimular o processo de inovação tecnológica, incentivar a capacitação de recursos humanos, fomentar a geração de empregos e promover o acesso de pequenas e médias empresas a recursos de capital, de modo a ampliar a competitividade da indústria brasileira de telecomunicações, nos termos do art. 77 da Lei n° 9.472, de 16 de julho de 1997.
Instituído pela Lei nº 10.052, de 28 de novembro de 2000, o fundo tem como agentes financeiros o Banco Nacional de Desenvolvimento Econômico e Social (BNDES) e a Empresa Financiadora de Estudos e Projetos (Finep).
O Funttel é administrado por um Conselho Gestor, constituído por representantes dos Ministérios das Comunicações, da Ciência, Tecnologia e Inovação, do Desenvolvimento, Indústria e Comércio Exterior, da Agência Nacional de Telecomunicações (Anatel), do BNDES, e da Finep.

## Tipos de Inovação

### Inovação Incremental
Reflete pequenas melhorias contínuas em produtos ou em linhas de produtos. Geralmente, representam pequenos avanços nos benefícios percebidos pelo consumidor e não modificam de forma expressiva a forma como o produto é consumido ou o modelo de negócio.
Exemplo: evolução do CD comum para CD duplo, com capacidade de armazenar o dobro de faixas musicais.

### Inovação Radical
Representa uma mudança drástica na maneira que o produto ou serviço é consumido. Geralmente, traz um novo paradigma ao segmento de mercado, que modifica o modelo de negócios vigente.
Exemplo: evolução do CD de música para os arquivos digitais em MP3.

## A Dinâmica da Inovação
De um modo geral, as empresas são o centro da inovação. É por meio delas que as tecnologias, invenções, produtos, enfim, ideias, chegam ao mercado. A grande maioria das grandes empresas possuem áreas inteiras dedicadas à inovação, com laboratórios de pesquisa e desenvolvimento (P&D) que contam com diversos pesquisadores. Apesar deste papel central exercido pelas empresas, a interação entre parceiros é fundamental. Sem ela, as inovações são dificultadas.
Esses parceiros têm diversas funções, desde a realização externa de pesquisa e de desenvolvimento de produtos e processos, até a aplicação de investimentos ou subsídios, passando por desenvolvimento de prototipação, de pesquisa de mercado e de escalonamento de produção. Dessa forma, um conjunto de instituições formam o que conhecemos como sistema de inovação: universidades, centros de pesquisa, agências de fomento, investidores, governo e empresas com seus clientes, fornecedores, concorrentes ou outros parceiros.
Uma tendência que está se tornando cada vez mais forte é um modelo inovação aberta (ou open innovation), onde as empresas vão buscar fora de seus centros de P&D ideias e projetos que podem ajudá-las a agregar diferenciais competitivos.

## Transformações no Processo de Inovação
Ao longo das últimas duas décadas o processo de inovação passou a depender cada vez mais de interações de cunho sociais. Nota-se, atualmente, a necessidade da participação de diferentes instâncias (P&D, produção, marketing, etc.) para seu desenvolvimento, dado ao caráter econômico adquirido pelo mesmo. um relatório recente da União Europeia, destacam-se algumas tendências que explicam essa mudança: acelerado avanço tecnológico, principalmente nas áreas de TI e comunicação; e ciclo de vida, produção e comercialização  mais curtos (exemplo: computadores, celulares, etc.). Outro fato importante a ser exposto é a colaboração entre empresas e a criação de redes industriais na produção/desenvolvimento de novos produtos baseados em diferentes disciplinas científicas, tendo em vista que, mesmo grandes empresas apresentam dificuldade em dominar a vasta gama de conhecimentos científicos específicos. Essa interdisciplinaridade, a flexibilidade e o cruzamento entre o nível administrativo e laboratorial são componentes importantes do sucesso competitivo das empresas. Por fim, vale ressaltar, a cooperação com polos de conhecimento posto a "crescente necessidade do processo inovativo se apoiar em avanços científicos em praticamente todos os setores da economia" (LASTRES, Helena Maria Martins; CASSIOLATO, José Eduardo).

## Tendências Tecnológicas
Podemos tranquilamente olhar para as Tendências Tecnológicas como tecnologias que vão mudar as decisões estratégicas na empresa em que trabalhamos e, portanto, nosso trabalho, nossos empregos e nossas vidas.
Afinal, quais são as tendências tecnológicas para as próximas décadas?
Tecnologias Sustentáveis: Serviços e produtos que são superiores em termos de performance e tenham uma redução no impacto ecológico, também contribuindo para uma maior produtividade e responsabilidade em relação aos recursos.
Big Data: Geração de dados de transações financeiras, redes sociais e outras fontes que gradativamente aumentam em termos de volume, variedade e velocidade.
Internet das Coisas: Tecnologias que permitirão interação com os objetos da vida cotidiana de forma inteligente e sensorial conectados à internet.
Nanotecnologia: Criação de materiais com escala nanométrica, por meio da reestruturação atômica. Máquinas e equipamentos que potencializarão a fabricação de produtos mais seguros, duráveis, inteligentes e muito menores.
Transportes Autônomos: Veículos terrestres de transporte de pessoas ou bens sem a utilização de um condutor humano. Com a junção de uma série de tecnologias de sensores, sistemas de controle e atuadores para analisar o ambiente e determinar as melhores opções de ação e executá-las de forma mais segura e confiável.
Máquina para Máquina: Conexão de máquinas para máquinas e de máquinas com ferramentas, que possibilitará uma nova amplitude de aplicações para desempenhar mais produtividade e eficiência.
Armazenamento de dados em DNA: Os atuais sistemas de armazenamento de dados não estão suportando acompanhar a crescente quantidade de dados que produzimos.Por isso, uma pesquisa inovadora tem chamado atenção. Ela propõe uma espécie de armazenamento de dados baseado em DNA. A alternativa consome muito menos energia e pode gerar discos rígidos com capacidades enormes, uma estimativa sugere que todos os dados que o mundo produz durante um ano poderiam ser armazenados em um cubo de DNA medindo apenas 1 m².
Armazenamento de energia renovável: A dificuldade de armazenar a energia gerada por fontes renováveis para quando não há luz solar ou vento deve ser superada pelas baterias de íons de lítio. Prontas para superar a tecnologia de armazenamento na próxima década, elas permitem guardar até oito horas de energia, tempo suficiente para que a energia gerada pelo sol durante o dia seja consumida no período noturno.
Inteligência Artificial: A Inteligência Artificial na indústria permite mais produção com menor custo, tornando as fábricas mais competitivas e eficientes. De maneira prática, a IA também pode ser aplicada para melhorar o monitoramento do tempo dos ciclos de produção, da quantidade de material utilizado e fornecer informações para reorganizar a linha de produção da forma mais eficiente possível. Robôs com IA são capazes de realizar diversas tarefas impossíveis ou perigosas para o ser humano, como manusear matéria-prima tóxica, analisar componentes microscópicos, inspecionar 100% dos produtos de uma linha de produção e trabalhar por longos períodos sem pausa.